# A tempo
a tempo (wł. do taktu) – termin muzyczny, tekstowy element notacji muzycznej w postaci adnotacji nakazującej wykonawcy powrót do oryginalnego tempa po jego epizodycznej zmianie określonej innymi adnotacjami, takimi jak np.: ritardando (zwolnienie), più lento (wolniej), ad libitum itp.